# Хэвемайер, Генри Осборн
Генри Осборн Хэвемайер (1847 — 1907) — американский предприниматель и коллекционер, основатель «American Sugar Refining Company».

## Биография
Генри Хэвемайер родился в 1847 году в Нью-Йорке в богатой семье промышленника. Его отец владел бизнесом по рафинированию сахара.
После обучения бизнесу с 1865 по 1868 год Генри в возрасте 22 лет стал партнером в семейной фирме. В 1891 году он стал президентом Американской сахарной компании, в которой работал до самой смерти. Его компания контролировала до 80 % рынка сахара в США и была синонимом всей отрасли.
Умер 4 декабря 1907 года от разрыва поджелудочной железы.

## Коллекционирование
Хэвемайер начал собирать произведения искусства в 1876 году. Его покупки были многочисленны и зачастую импульсивны. Он собирал японскую керамику, шкатулки, картины. Согласно завещанию, 1967 работ из коллекции Хэвемайера после его смерти вошли в коллекции музея Метрополитен.